# Leonardo Fieschi
Leonardo Fieschi (seconda metà XIII secolo – 21 marzo 1331) è stato un vescovo cattolico italiano.

## Biografia
Leonardo Fieschi fu amministratore apostolico di Noli, dal 1303 al 1317, e vescovo di Catania, dal 1304 al 1331. Fu eletto anche arcivescovo di Ravenna, ma non venne confermato dal papa.
Nel 1317 fece costruire il monastero di San Leonardo a Carignano ove stabilì che potessero essere accolte, senza necessità di dote, fino a 12 monache della famiglia Fieschi. Il monastero fu costruito per ospitare 40 monache e 13 religiosi dell'Ordine Serafico Minoritario.